# McCann (empresa)
McCann, ex- McCann Erickson, é uma rede global de agências de publicidade americanas, com escritórios em 120 países. McCann faz parte do McCann Worldgroup, junto com várias outras agências, incluindo MRM // McCann, agência de marketing experiencial Momentum Worldwide, McCann Health, empresa de branding FutureBrand e agência de relações públicas e comunicações estratégicas Weber Shandwick.
O McCann Worldgroup, junto com as redes de agências MullenLowe e FCB, compõem o Interpublic Group of Companies (IPG), uma das quatro grandes holdings do setor de publicidade.

## Campanhas notáveis
Em 1964, a campanha "Coloque um Tigre no seu Tanque" foi desenvolvida por McCann Erickson para a Esso. As vendas dispararam e a propaganda se tornou o assunto de adland, a revista Time declarou que 1964 era "O Ano do Tigre" ao longo da Madison Avenue.
McCann Erickson criou o slogan e campanha publicitária "It's The Real Thing" da Coca-Cola, incluindo o famoso anúncio "Hilltop", de 1971, que apresentava o jingle "Eu gostaria de comprar o mundo da Coca-Cola". A música para o comercial foi gravada por The New Seekers, e foi ao ar pela primeira vez como um anúncio de rádio antes de ser transformada em um comercial de televisão. A música foi regravada para lançamento comercial como "Eu gostaria de ensinar o mundo a cantar (em harmonia perfeita)". O comercial foi destaque no episódio final da série de TV Mad Men. McCann Erickson também desenvolveu a campanha "Exército Forte" para o Exército dos Estados Unidos. A empresa também desenvolveu o comercial da MasterCard dizendo: "Há algumas coisas que o dinheiro não pode comprar. Para todo o resto, há MasterCard", bem como o jingle Rice-a-Roni (baseado em uma música de 1923,"Barney Google"). McCann Erickson também desenvolveu os anúncios do casal Gold Blend para o Nescafé, que foi ao ar de 1987 a 1993. McCann trabalhou no rebranding da Russia Today em 2008 e criou o slogan "Question More".
Outras campanhas da McCann incluíram “Quick, Henry the Flit!” Dos anúncios de 1928 criados por Theodor (Dr. Seuss) Geisel; "Você pode ter certeza [...] se é Westinghouse" de 1954, que contou com a atriz e defensora do consumidor Betty Furness nos comerciais; "Você não preferiria ter um Buick", de 1965; e "É melhor nas Bahamas", de 1976.
A agência também apresentou a frase “Se você tem tempo, nós temos a cerveja” para a Miller High Life em 1971, e depois “Tudo o que você sempre quis em uma cerveja. E menos. ”Na introdução de 1973 da cerveja Miller Lite. Durante o Super Bowl XIV em 1980, a agência publicou um comercial da Coca-Cola estrelando o defensivo de Pittsburgh Steelers "Mean" Joe Greene que a pesquisa de leitores do USA Today em 2016 classificou como o comercial número 1 do Super Bowl de todos os tempos.
Em 1973, McCann New York lançou a campanha para os produtos de coloração de cabelo da L'Oréal com a linha “Because I'm Worth It”. Apresentava três personalidades femininas começando com Joanne Dusseau, Meredith Baxter Birney e Cybill Shepherd, explicando por que elas eram dispostos a gastar mais por seus cabelos.
Em 2012, a McCann Melbourne lançou a campanha publicitária animada "Dumb Ways to Die" para Metro Trains em Melbourne, Austrália, que promoveu a segurança através de animações sombrias e uma música cativante que rapidamente se tornou viral com 200 milhões de downloads.
Para ajudar a lançar a mais ambiciosa iniciativa STEM da Lockheed Martin em 2016, a Generation Beyond, a McCann transformou um ônibus escolar amarelo na primeira “Experiência de VR do Grupo” do mundo. Os alunos pensaram que estavam indo em uma viagem de campo comum. Mas quando as janelas se transformaram para revelar a paisagem marciana, eles ficaram surpresos com uma viagem de campo como nenhuma outra. A Field Trip to Mars ganhou muitos prêmios da indústria na temporada 2016-2017, sendo a mais premiada no Festival Internacional de Criatividade Cannes Lions em 2016.
Na véspera do Dia Internacional da Mulher em março de 2017, a State Street Global Advisors e a McCann New York revelaram a Fearless Girl na área de Wall Street, uma estátua de uma garotinha posando corajosamente com as mãos nos quadris, representando empoderamento feminino e igualdade de gênero. A instalação se tornou uma sensação viral global. Em fevereiro de 2018, a cidade de Nova Iorque anunciou que a estátua de Fearless Girl seria permanentemente instalada no centro de Manhattan.
Para a MGM Resorts em 2018, lançou "Universal Love", no qual seis canções de casamento icônicas foram regravadas para incluir os relacionamentos LGBT. Quando o músico Prince morreu em 21 de abril de 2016, a Commonwealth/McCann, agência encarregada da conta global da Chevrolet da General Motors, veiculou um anúncio de página inteira em seis jornais dos EUA, mostrando apenas o verso de um Chevrolet Corvette 1963 vermelho. nomeando GM ou Chevrolet. A cópia dizia: "Baby, que era muito rápido, de 1958 a 2016", uma referência à letra da canção "Little Red Corvette", de Prince, em 1982. A agência, que introduziu George Clooney na publicidade americana Nespresso em 2015, criou o comercial de efeitos especiais de 2017, no qual o ator é mostrado pegando carona em cenas reais de filmes famosos como Psycho e Easy Rider enquanto viaja para o café.

## McCann Worldgroup

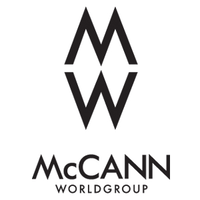
Logotipo do McCann Worldgroup

O McCann Worldgroup (MW) foi formado em 1997 como a empresa controladora da McCann e várias outras agências, incluindo MRM // McCann e Weber Shandwick.

## Linha do tempo
- 1902: Alfred Erickson forma sua própria agência de publicidade em Nova Iorque.[15]
- 1912: Harrison McCann, juntamente com quatro parceiros, lança o HK McCann Co e apresenta o credo "Truth Well Told".
- 1920: "Truth Well Told" da McCann se torna o primeiro emblema da empresa de serviços a receber proteção de propriedade intelectual através do Escritório de Direitos Autorais dos EUA. O Escritório de Patentes dos EUA, que havia concedido proteção de marca registrada apenas para os fabricantes até então, concedia formalmente o registro de marca de slogan / logotipo em janeiro de 1921.[16]
- 1927: McCann abre escritórios em Paris, Berlim e Londres.
- 1930: McCann e Erickson fundem empresas.
- 1935: escritórios latino-americanos abrem em Buenos Aires e no Rio de Janeiro.
- 1943: McCann New York contrata os pesquisadores de psicologia vienenses Dr. Herta Herzog e Dr. Hans Zeisel, tornando-se "a primeira [agência] a contratar pessoal de pesquisa psicológica"[17]
- 1947: O "Swift Home Service Club" produzido pela McCann, com Tex McCrary e sua esposa Jinx Falkenburg, tornou-se o primeiro programa de TV patrocinado regularmente em 7 de novembro de 1947, operando em quatro emissoras da NBC.[18]
- 1948: Marion Harper, Jr., aos 32 anos, é nomeado sucessor de Harrison K. McCann como presidente da agência.[19]
- 1949: McCann nomeia quatro mulheres como vice-presidentes: os chefes dos grupos de cópias Alberta Hays e Margot Sherman, a executiva de contas Florence Richards e a produtora executiva do departamento de rádio-TV Dorothy Barstow McCann.[20]
- 1955: A Coca-Cola atribui sua conta de anúncios nos EUA à McCann como um plano para consolidar e integrar a publicidade americana e internacional.[21]
- 1956: McCann começa a expansão fora da publicidade formando Communications Counselors, Inc. (CCI), uma empresa internacional de relações públicas, e Marketing Planning Corp. (Marplan), uma organização de pesquisa.
- 1957: McCann se tornou a primeira agência de publicidade dos EUA a faturar US $ 100 milhões em vendas de rádio e TV.
- 1958: A McCann renuncia a uma conta maior da Chrysler para enfrentar a Buick e se alinhar com a General Motors em todo o mundo.[22]
- 1959: escritório australiano é aberto, assim como escritórios europeus na Itália, Holanda e Suíça.
- 1960: A empresa está organizada em quatro unidades operacionais independentes que se reportam à McCann Erickson, Inc. (mais tarde, para se tornar o Interpublic Group em 1961). O escritório abre no Japão.
- 1964: O governo espanhol de Francisco Franco contrata a agência para melhorar sua imagem nos Estados Unidos.[23]
- 1973: McCann International e McCann EUA reúnem-se na agência única McCann Erickson Worldwide.
- 1992: A McCann perdeu seu maior cliente, a Coca-Cola.
- 1997: Formada a McCann Worldgroup, que inclui: McCann Erickson Worldwide e o que viria a ser a MRM // McCann, a Momentum Worldwide, a McCann Healthcare Worldwide, a Weber Shandwick e a FutureBrand.
- 1998, 1999 e 2000: McCann Erickson foi nomeada "Agência Global do Ano" pela Adweek.[24]
- 2000: A Coca-Cola retornou como cliente com um novo "contrato inovador, tornando a McCann uma parceira de marketing".[25]
- 2012: Harris Diamond, anteriormente CEO da Weber Shandwick e CEO do Constituency Management Group da Interpublic Groups, junta-se ao McCann Worldgroup como seu novo Chairman e CEO.[26]
- 2013: A conta mundial da Chevrolet da General Motors é consolidada com a agência na Commonwealth // McCann.
- 2014: A United // McCann é estabelecida para lidar com a conta mundial da Microsoft.[27]
- 2017: Adweek nomeia McCann como "Agência do Ano".
- 2018: O Global Effie Effectiveness Index nomeia a McCann Most Effective Agency Network, e MRM // McCann é nomeada a "Agencia do Ano em 2018 do Ano de Ad Ages".

## Na cultura popular
Na série da AMC Mad Men, um executivo da McCann Erickson é apresentado na 1ª temporada como um grande interesse em roubar Don Draper da Sterling Cooper. Esta tentativa é, no final das contas, malsucedida, mas McCann seria um adversário de fundo de Sterling Cooper na maior parte da série. A Sterling Cooper e sua empresa-mãe, Putnam, Powell e Lowe, são adquiridas pela McCann, levando Don Draper a ajudar a abrir uma nova agência, em vez de fazer parte do que ele chama de "fábrica de salsichas". Respondendo ao programa, a empresa publicitária comprou espaço em Adweek, Brandweek e Mediaweek com título "Welcome, Sterling Cooper" e assinou "Your friends at McCann Erickson". Mais tarde na série, Roger Sterling negocia a venda de 51% da Sterling Cooper & Partners para McCann como uma subsidiária independente, mas McCann posteriormente engole a empresa e consolida-lo em seus negócios muito maior. A série terminou com o anúncio da Hilltop para a Coca-Cola feito por McCann Erickson.

## Funcionários notáveis
Os ex-funcionários notáveis incluem Theodor Seuss Geisel, mais conhecido no mundo como Dr. Seuss, e o irmão do presidente Ronald Reagan, Neil Reagan, que foi vice-presidente sênior da McCann Erickson. O artista homoerótico Tom of Finland começou seu trabalho na década de 1960 como diretor de arte na filial finlandesa da agência.
Outros incluíram James Dickey, o romancista (Deliverance) e poeta (US Poet Laureate, 1966-1968), que se juntou como redator da Coca-Cola em 1956, trabalhando primeiro em Nova Iorque e depois em Atlanta por alguns anos; Edward Lewis Wallant, que trabalhou (1957-1961) como diretor de arte em Nova Iorque enquanto escrevia o romance The Pawnbroker (1961), que se tornou em 1964 o primeiro filme dos EUA a tratar os horrores do Holocausto a partir do ponto de vista de um sobrevivente; Bert Sugar, historiador de esportes e escritor de boxe, que trabalhou em Nova Iorque na década de 1960; Bryce Courtenay, um dos autores mais vendidos da Austrália (The Power of One), que trabalhou em Sydney por mais de uma década a partir de 1959, inclusive como diretor de criação; Ismail Merchant, que se juntou a Nova Iorque como executivo de contas em 1958 enquanto desenvolvia seu primeiro filme, The Creation of Woman (1960), e então passou a formar a Merchant Ivory Productions, famosa por filmes como A Room with a View. (1985) e Howards End (1992); Grant Tinker, que foi diretor de desenvolvimento de programas na McCann New York (1954-1957), e co-fundador da MTM Enterprises (The Mary Tyler Moore Show) e mais tarde tornou-se CEO da NBC (1981-1986) ; Stan Weston, que criou a figura de ação do GI Joe e ajudou a desenvolver a série de desenhos animados do ThunderCats ; ator cômico Dave Thomas, que era um copywriter Toronto e Nova Iorque na agência na Coca-Cola (1974-1976), conhecido por retratar Doug McKenzie no início de 1980 Bob e Doug McKenzie esquetes ' SCTV com Rick Moranis; e Shonda Rhimes (Grey's Anatomy), cujo primeiro emprego fora da faculdade em 1991 foi como escritor em San Francisco.
O escritor e cineasta Jomí García Ascot, que foi vice-diretor de criação da McCann México até 1978, fez parte do grupo criativo influente no México que incluía Gabriel García Márquez, que dedicou a primeira edição em espanhol de Cem Anos de Solidão. García Ascot e sua esposa. Como lembrou o romancista e poeta mexicano Fernando del Paso, a agência Stanton Publicidad que se tornaria parte da McCann México em 1968 reuniu escritores e cineastas que incluíam ele, Garcia Márquez María Luisa Mendoza, Álvaro Mutis, Jorge Fons e Arturo Ripstein.